# Янис Юсеф
Янис Джабала Юсеф (на френски език - Yanis Youcef) е алжирски футболист, който играе като полузащитник.

## Кариера
Юсеф е юноша на Монако. Първи професионален договор подписва в Испания с отбора на Побла де Мафумет, а на следващата година играе в Химнастик де Тарагона от сегунда дивисион. От 2010 г. до 2012 г. играе в Алжир последователно за отборите на Блида, МС Алжир и Ел Харач. В началото на 2013 г. пристига на проби в Черноморец (Бургас), а по-късно подписва договор. Дебютира за „акулите“ на 3 март 2013 г. срещу Левски (София). Освободен е в края на май 2013 г.

## Статистика по сезони
| Сезон    | Отбор           | Първенство | Мачове | Голове |
| -------- | --------------- | ---------- | ------ | ------ |
| 2010/11  | УСM Блида       | Дивизия 1  | 8      | 0      |
| 2011/ес. | МС Алжир        | Дивизия 1  | 4      | 0      |
| 2012/пр. | УСM Ел Харач    | Дивизия 1  | 3      | 0      |
| 2013/пр. | Черноморец (Бс) | А група    | 6      | 0      |